# دة شمس كوتشك
دة شمس‌ كوتشك هي قرية في مقاطعة أشنوية، إيران. يقدر عدد سكانها بـ 264 نسمة بحسب إحصاء 2016.